# Puigsardina
El Puigsardina és una muntanya de 131 metres que es troba al municipi de Riudarenes, a la comarca de la Selva.